# Patriots Point Soccer Complex
O Patriots Point Soccer Complex é um estádio de futebol localizado em Mount Pleasant, na Carolina do Sul . Foi a casa dos times de futebol do College of Charleston Cougars, membro da Divisão I da Associação Atlética Colonial, desde sua inauguração no outono de 2000. 
Desde a temporada de 2020, o Charleston Battery da USL Championship, manda seus jogos no estádio 
O estádio está localizado em Charleston Harbor, do campus da faculdade. O campo foi nomeado como Ralph Lundy Field em 28 de setembro de 2019 para homenagear Ralph Lundy, há muito tempo técnico dos Cougars.
Em conjunto com a chegada do Charleston Battery, às instalações para a temporada de 2020, o estádio passou por uma reforma que aumentou a capacidade para 3.900. 